# NBA 1957/58
Die NBA-Saison 1957/58 war die zwölfte Saison der National Basketball Association (NBA). Sie begann am 22. Oktober 1957 und endete regulär nach 288 Spielen am 12. März 1958. Die Postseason begann am 15. März und endete am 12. April mit 4—2 Finalsiegen der St. Louis Hawks über die Boston Celtics.

## Saisonnotizen
- Vor der Saison zogen die Fort Wayne Pistons nach Detroit, Michigan und die Rochester Royals nach Cincinnati, Ohio. Das Major-League-Image der NBA wurde damit weiter zementiert, lediglich die Syracuse Nationals residierten noch in einer Stadt mit weniger als einer Million Einwohnern.[1]
- Erster Draft-Pick in der NBA-Draft 1957 wurde Hot Rod Hundley von der West Virginia University für die Cincinnati Royals. Woody Sauldsberry von den Tigers der Texas Southern University, einem Historisch afroamerikanischen College, wurde von den Warriors in der achten Draftrunde an 60. Stelle gewählt und wurde Rookie of the Year.[2]
- Das achte All-Star-Game fand am Dienstag, den 21. Januar 1958 vor 12.854 Zuschauern im Kiel Auditorium in St. Louis, Missouri statt. Red Auerbachs Eastern All-Stars besiegten Alex Hannums Western All-Stars mit 130—118. All-Star Game MVP wurde Bob Pettit.[3]
- Im letzten Spiel der regulären Saison und im ersten Playoff-Spiel der Cincinnati Royals ereignete sich eine Kette tragischer Ereignisse. Maurice Stokes schlug am 12. März 1958 bei den Lakers mit dem Kopf auf dem Parkett auf und wurde bewusstlos. Nach seiner Wiederbelebung spielte er das Spiel als Top-Scorer zu Ende. Auf dem Rückflug vom ersten Playoff-Spiel gegen die Detroit Pistons drei Tage später verschlechterte sich sein Zustand, er fiel vorübergehend ins Koma und war auf Grund einer Enzephalopathie vollständig gelähmt. Stokes konnte sich später durch Augenblinzeln verständigen und begrenzt bewegen. Sein Teamkollege Jack Twyman organisierte Benefizveranstaltungen, um für die Behandlungskosten aufkommen zu können und war später Stokes’ Rechtsvormund. Er besuchte ihn bis zu dessen Tod im Jahre 1970 regelmäßig im Krankenhaus.[4] Drei Jahre später wurde Stokes’ Schicksal verfilmt.[5] Nach beiden Spielern ist der NBA Teammate of the Year Award benannt.[6]

## Abschlusstabellen
Pl. = Rang,  = Für die Playoffs qualifiziert, Sp = Anzahl der Spiele, S—N = Siege—Niederlagen, % = Siegquote (Siege geteilt durch Anzahl der bestrittenen Spiele), GB = Rückstand auf den Führenden der Division in der Summe von Sieg- und Niederlagendifferenz geteilt durch zwei, Heim = Heimbilanz, Ausw. = Auswärtsbilanz, Neutr. = Bilanz auf neutralem Boden, Div. = Bilanz gegen die Divisionsgegner

### Eastern Division
| Pl. | Mannschaft            | Sp | S—N   | %    | GB  | Heim  | Ausw. | Neutr. | Div.  |
| --- | --------------------- | -- | ----- | ---- | --- | ----- | ----- | ------ | ----- |
| 1.  | Boston Celtics        | 72 | 49—23 | .681 | —   | 25—40 | 17—13 | 07—60  | 20—16 |
| 2.  | Syracuse Nationals    | 72 | 41—31 | .569 | 080 | 26—50 | 09—21 | 06—50  | 21—15 |
| 3.  | Philadelphia Warriors | 72 | 37—35 | .514 | 12  | 16—12 | 12—19 | 09—40  | 17—19 |
| 4.  | New York Knicks       | 72 | 35—37 | .486 | 14  | 16—13 | 12—19 | 09—40  | 14—22 |

### Western Division
| Pl. | Mannschaft           | Sp | S—N   | %    | GB  | Heim  | Ausw. | Neutr. | Div.  |
| --- | -------------------- | -- | ----- | ---- | --- | ----- | ----- | ------ | ----- |
| 1.  | St. Louis Hawks      | 72 | 41—31 | .569 | —   | 23—80 | 09—19 | 09—40  | 24—12 |
| 2.  | Detroit Pistons ♠    | 72 | 33—39 | .458 | 080 | 14—14 | 13—18 | 06—70  | 18—18 |
| 3.  | Cincinnati Royals ♠  | 72 | 33—39 | .458 | 080 | 17—12 | 10—19 | 06—80  | 17—19 |
| 4.  | 0Minneapolis Lakers0 | 72 | 19—53 | .264 | 22  | 13—17 | 04—22 | 02—14  | 13—23 |

♠ Die Detroit Pistons gewannen einen Münzwurf gegen die Cincinnati Royals zur Bestimmung des Heimrechts in der ersten Runde der Playoffs.

## Ehrungen
- All-Star Game MVP 1958: Bob Pettit, St. Louis Hawks
- Most Valuable Player 1957/58: Bill Russell, Boston Celtics
- Rookie of the Year 1957/58: Woody Sauldsberry, Philadelphia Warriors

| - All-NBA First Team: - Dolph Schayes, Syracuse Nationals - George Yardley, Detroit Pistons - Bob Pettit, St. Louis Hawks - Bob Cousy, Boston Celtics - Bill Sharman, Boston Celtics | - All-NBA Second Team: - Cliff Hagan, St. Louis Hawks - Maurice Stokes, Cincinnati Royals - Bill Russell, Boston Celtics - Tom Gola, Philadelphia Warriors - Slater Martin, St. Louis Hawks |

## Führende Spieler in Einzelwertungen
| Kategorie       | Spieler        | Mannschaft         | Wert   |
| --------------- | -------------- | ------------------ | ------ |
| Punkte          | George Yardley | Detroit Pistons    | 2001   |
| Wurfquote †     | Jack Twyman    | Cincinnati Royals  | 45,2 % |
| Freiwurfquote ‡ | Dolph Schayes  | Syracuse Nationals | 90,4 % |
| Assists         | Bob Cousy      | Boston Celtics     | 463    |
| Rebounds        | Bill Russell   | Boston Celtics     | 1564   |

† 230 Körbe nötig. Twyman nahm 1028 Schüsse und traf 465 mal, am 12.häufigsten.

‡ 190 Freiwürfe nötig. Schayes traf 629 von 696.

- Mit 311 beging Walter Dukes von den Detroit Pistons die meisten Fouls und Vern Mikkelsen war mit insgesamt 20 mal am häufigsten fouled out (Dukes 17 mal). Vern Mikkelsen führte zwischen 1954 und 1957 wie vor ihm George Mikan dreimal in Folge die Foulstatistik an und hatte mit 127 Disqualifikationen in seiner Karriere die insgesamt meisten der NBA-Geschichte.
- Dolph Schayes von den Syracuse Nationals stand mit 2918 Minuten in 72 Spielen am längsten auf dem Parkett. Er übertraf im Januar George Mikan als Führenden in der ewigen Scorer-Liste.
- Bis zur Saison 1968/69 wurden den Statistiken in den Kategorien „Punkte“, „Assists“ und „Rebounds“ die insgesamt erzielten Leistungen zu Grunde gelegt und nicht die Quote pro Spiel.[7]
- Yardleys 2001 Punkte – nie zuvor hatte jemand mehr in einer Saison erzielt – ergaben einen Durchschnitt von 27,8 Punkten pro Spiel, und damit auch die höchste Punktquote. Er hatte die sechzehntbeste Wurfquote aus dem Feld mit 41,4 % bei mindestens 230 Körben und die achtzehntbeste insgesamt.
- Jack Twyman hatte mit 45,2 % die beste Wurfquote aus dem Feld bei 465 Feldtoren und 1237 Punkten.
- Dolph Schayes wurde in der Zahl der Freiwürfe lediglich von George Yardley mit 655 bei 808 Versuchen und einer Quote von 81,1 % übertroffen.
- Dicht auf Cousys Fersen war Dick McGuire von den New York Knickerbockers mit 454 Assists. Die Knickerbockers erzielten mit 31,9 Freiwürfen pro Spiel die höchste Quote aller Zeiten und hatten die meisten Freiwurfversuche (Stand: 2018). Cousy sagte einmal über McGuire, dass McGuire der bessere Spieler gewesen sei, aber er (Cousy) das bessere Team gehabt hätte.
- Neben Bob Pettit errangen Maurice Stokes und Dolph Schayes über tausend Rebounds. Bill Russell übertraf alle drei in 69 Spielen auch mit einer deutlich höheren Reboundquote von 22,7 Rebounds pro Spiel. Beginnend mit dieser Saison sollte Russell zwölfmal in Folge die Zahl von tausend Rebounds übertreffen und die Reboundquote seiner Karriere (Minimum: 400 Spiele) zur zweitbesten der NBA-Geschichte erhöhen (Stand: 2018). Am 16. November 1957 erzielte Russell gegen die Philadelphia Warriors mit 49 die bis dahin meisten Rebounds in einem Spiel.

## Playoffs-Baum
|  | Division-Halbfinals | Division-Halbfinals   | Division-Halbfinals |  |  | Division-Finals | Division-Finals       | Division-Finals |  |    | NBA-Finals      | NBA-Finals     | NBA-Finals |
|  |                     |                       |                     |  |  |                 |                       |                 |  |    |                 |                |            |
|  | Western Division    | Western Division      | Western Division    |  |  | W1              | St. Louis Hawks       | 4               |  |    |                 |                |            |
|  | W2                  | Detroit Pistons       | 2                   |  |  | W2              | Detroit Pistons       | 1               |  |    |                 |                |            |
|  | W3                  | Cincinnati Royals     | 0                   |  |  |                 |                       |                 |  | W1 | St. Louis Hawks | 4              |            |
|  |                     |                       |                     |  |  |                 |                       |                 |  |    | E1              | Boston Celtics | 2          |
|  | Eastern Division    | Eastern Division      | Eastern Division    |  |  | E1              | Boston Celtics        | 4               |  |    |                 |                |            |
|  | E2                  | Syracuse Nationals    | 1                   |  |  | E3              | Philadelphia Warriors | 1               |  |    |                 |                |            |
|  | E3                  | Philadelphia Warriors | 2                   |  |  |                 |                       |                 |  |    |                 |                |            |

## Playoffs-Ergebnisse
Die Playoffs begannen am 15. März und wurden in der ersten Runde nach dem Modus „Best of Three“ ausgetragen, die Division-Finals und die NBA-Finals nach dem Modus „Best of Seven“. Die Divisionssieger hatten ein Freilos in der ersten Runde.
Bob Cousy von den Celtics gewährte 82 Assists, Bill Russell errang 221 Rebounds und Cliff Hagan von den Hawks erzielte 305 Punkte in der Postseason. George Yardley verwandelte mit 21 die meisten Freiwürfe in einer Zwei-Spiele-Serie. Bill Russell, der sich im dritten Spiel der Finalserie verletzen sollte, erzielte am 23. März 1958 mit 40 Playoff-Rebounds einen Rekord, der neun Jahre Bestand haben sollte.

### Eastern Division-Halbfinals
Philadelphia Warriors 2, Syracuse Nationals 1

Sonnabend, 15. März: Syracuse 86 – 82 Philadelphia

Sonntag, 16. März: Philadelphia 95 – 93 Syracuse

Dienstag, 18. März: Syracuse 88 – 101 Philadelphia

### Western Division-Halbfinals
Detroit Pistons 2, Cincinnati Royals 0

Sonnabend, 15. März: Detroit 100 – 83 Cincinnati

Sonntag, 16. März: Cincinnati 104 – 124 Detroit

### Eastern Division-Finals
Boston Celtics 4, Philadelphia Warriors 1

Mittwoch, 19. März: Boston 107 – 98 Philadelphia

Sonnabend, 22. März: Philadelphia 87 – 109 Boston

Sonntag, 23. März: Boston 106 – 92 Philadelphia

Mittwoch, 26. März: Philadelphia 112 – 97 Boston

Donnerstag, 27. März: Boston 93 – 88 Philadelphia

### Western Division-Finals
St. Louis Hawks 4, Detroit Pistons 1

Mittwoch, 19. März: St. Louis 114 – 111 Detroit

Sonnabend, 22. März: Detroit 96 – 99 St. Louis

Sonntag, 23. März: St. Louis 89 – 109 Detroit

Dienstag, 25. März: Detroit 101 – 145 St. Louis

Donnerstag, 27. März: St. Louis 120 – 96 Detroit

## NBA-Finals

### St. Louis Hawks vs. Boston Celtics
Sowohl Cliff Hagan mit 17 am 30. März als auch Pettit mit 19 von 24 am 9. April stellten Freiwurfrekorde auf. Pettits Rekord hatte über 48 Jahre Bestand. Dwyane Wade musste mit der Miami Heat gegen Dirk Nowitzkis Dallas Mavericks am 18. Juni 2006 jedoch in die Verlängerung gehen, um die letzten beiden seiner 21 verwandelten Freiwürfe aus 25 Versuchen zu treffen.
Bob Pettit drehte im letzten Spiel der Serie mächtig auf und stellte mit 19 Feldtoren (die meisten in den Finals bis dahin) und 12 Freiwürfen Bob Cousys Rekord von 50 Punkten in einem Playoff-Spiel ein. Cousy hatte jedoch vier Verlängerungen, um seine 50 Punkte zu erzielen. Die Meisterschaft mit den St. Louis Hawks sollte Pettits einzige bleiben.
Die Finalergebnisse:

Sonnabend, 29. März: Boston 102 – 104 St. Louis

Sonntag, 30. März: Boston 136 – 112 St. Louis

Mittwoch, 2. April: St. Louis 111 – 108 Boston

Sonnabend, 5. April: St. Louis 98 – 109 Boston

Mittwoch, 9. April: Boston 100 – 102 St. Louis

Sonnabend, 12. April: St. Louis 110 – 109 Boston
Die St. Louis Hawks werden mit 4—2 Siegen zum ersten Mal NBA-Meister.

## Die Meistermannschaft der St. Louis Hawks
| Jack Coleman, Walt Davis, Cliff Hagan, Ed Macauley, Slater Martin, Jack McMahon, Dwight Morrison, Med Park, Worthy Patterson, Bob Pettit, Charlie Share, Win Wilfong Head Coach Alex Hannum |